# Tullbergia

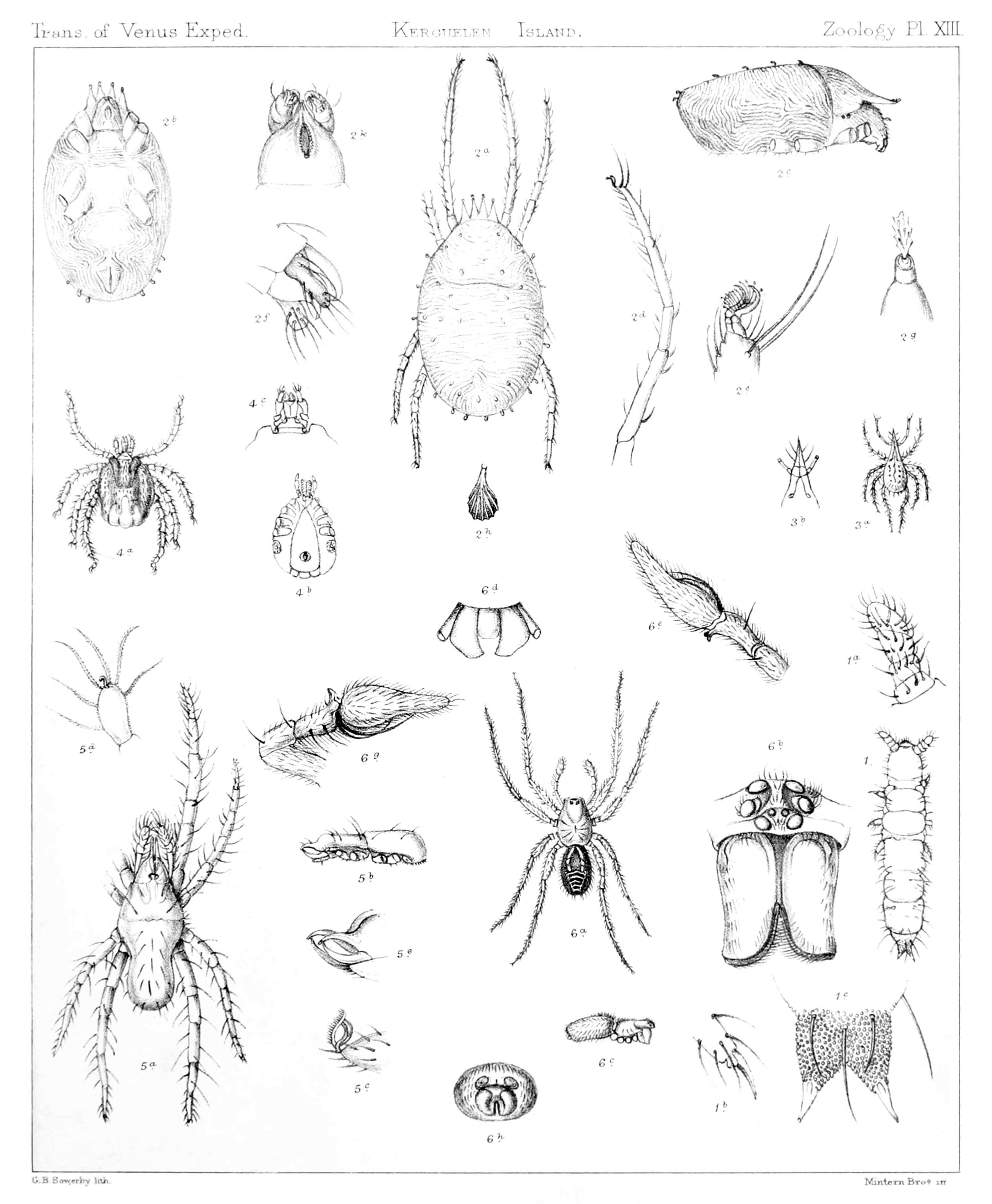
Коллембола Tullbergia antarctica - Рис.1, справа внизу

Tullbergia  (лат.) — род коллембол из надсемейства Onychiuroidea (Poduromorpha).

## Распространение
Встречаются повсеместно, на всех материках, в том числе в Антарктиде (Tullbergia mediantarctica) и на Антарктических островах (Tullbergia antarctica, Tullbergia mixta).

## Описание
Размер мелкий (около 1 мм), иногда до 4 мм (Tullbergia arctica). Тело узкое, беловатое или желтоватое. Мандибулы с апикальными зубцами. Сенсорный орган на 3-м членике усиков состоит из одного, двух или трёх утолщённых коротких цилиндрических сенсилл. Прыгательная вилка отсутствует или рудиментарна (иногда имеется пара шипов). Род назван в честь шведского энтомолога Тюко Тульберга (T. Tullberg), внёсшего значительный вклад в изучение коллембол.

## Систематика
Около 35 видов. Некоторые энтомологи (Christiansen et Bellinger, 1998) включают все примерно 20 неарктических видов семейства Tullbergiidae в состав Tullbergia, рассматривая в качестве подродов таксоны Metaphorura, Neonaphorura и Stenaphorura.
- Tullbergia africana Martynova, 1979
- Tullbergia anops Christiansen et Bellinger, 1980
- Tullbergia antarctica Lubbock, 1876 — typus
- Tullbergia arctica Wahlgren, 1900
- Tullbergia australica Womersley, 1933
- Tullbergia bella Fjellberg, 1988
- Tullbergia bisetosa  Börner, 1903
- Tullbergia collis  Bacon, 1914
- Tullbergia crozetensis  Deharveng, 1981
- Tullbergia duops  Christiansen et Bellinger, 1980
- Tullbergia gambiensis  Womersley, 1935
- Tullbergia harti  (Rusek, 1991) Waltz & Hart, 1997
- Tullbergia huetheri  da Gama, 1968
- Tullbergia inconspicua  Izarra, 1965
- Tullbergia kilimanjarica  (Delamare Deboutteville, 1953) Paclt, 1959
- Tullbergia latens  Christiansen et Bellinger, 1980
- Tullbergia mala  Christiansen et Bellinger, 1980
- Tullbergia massoudi  Hermosilla & Rubio, 1976
- Tullbergia maxima  Deharveng, 1981
- Tullbergia mediantarctica Wise, 1967
- Tullbergia meridionalis  Cassagnau & Rapoport, 1962
- Tullbergia mexicana  Handschin, 1928
- Tullbergia minensis  Arlé, 1960
- Tullbergia mixta  Wahlgren, 1906
- Tullbergia nulla Christiansen et Bellinger, 1980
- Tullbergia obtusochaeta (Rusek, 1976) Christiansen, K & Bellinger, P, 1980
- Tullbergia ouatilou  Najt et Weiner, in Najt et Matile, 1997
- Tullbergia paranensis  Izarra, 1969
- Tullbergia schaefferi  Salmon, 1974
- Tullbergia templei  Wise, 1970
- Tullbergia tolanara  Thibaud, 2008
- Tullbergia trisetosa  (Schäffer, 1897) Börner, 1903
- Tullbergia vancouverica (Rusek, 1976) Christiansen & Bellinger, 1980
- Tullbergia ventanensis Rapoport, 1963
- Tullbergia womersleyi (Bagnall, 1947) Greenslade in Houston, 1994
- Tullbergia yosii (Rusek, 1967) (?Mesaphorura)